# 轟先生
『轟先生』（とどろきせんせい）は、秋好馨による日本の漫画である。
昭和期の4コマ漫画分野での人気作品のひとつ。
基本的な内容は、学校教諭である主人公・轟先生を中心とした学園物であるが、同時に轟家を中心としたホームドラマ、会社勤めの家人を中心としたサラリーマン物と、あらゆるジャンルを網羅した作品となっている。

## 連載の経緯
1941年（昭和16年）に、近藤日出造の主宰する雑誌『漫画』で、1ページものの漫画として連載開始。中断をはさんで、1949年（昭和24年）11月27日付の『夕刊読売』（創刊号）に4コマ漫画の形式で連載を開始。1951年（昭和26年）9月1日からは読売新聞朝刊に移動する。1954年（昭和29年）1月31日をもって、病気療養のため連載を中断するが、1955年（昭和30年）5月5日に連載再開。以後、病気による休載を幾度も挟みながら、1973年（昭和48年）2月27日まで連載を続けた。通算連載回数は7762回。病気休載のまま連載が終了したため、内容的には未完である。
なお本作は、主軸の掲載紙である読売新聞の他に『家の光』（家の光協会）、『たのしい二年生』（講談社）などの雑誌にも、一時期、掲載（連載）されていた。
コミックスは文陽社、若木書房、小学館文庫などから出ていたが、いずれも2016年（平成28年）現在は絶版となっている。

## 作品背景
主人公である轟先生のモデルについては、作者・秋好馨の父親及び実兄とされるが、作者本人は長谷川町子・横山泰三との対談で「架空です。しかしいくらかは自分に似ているのじゃないですかね。」とも話している。
なお、アワモリが憧れる娘や、ダイガクのガールフレンドなど、作者が名前を設定していないキャラクターも存在する。

## 登場人物

### 轟家の人々
轟先生
本作品の主人公。「実力学園（実力中学／実力高校）」に勤める学校教諭。担当教科は、数学。初老の巨漢で、曲がったことの嫌いな正義漢。だが決して厳しいばかりでなく、明朗な人情家。また生徒思いなので、学内での人気はかなり高い。昔風のガンコ親父な反面、時代に合わせる柔軟さを持ち、度量の大きい人物でもある。安月給なのが悩みのタネで、あだ名はダルマ。下の名前については特に言及されていないが、作中に「轟小助」と記された表札が登場する例がある。
テル子
轟の妻で、人が良く、ちょっと天然なところがある。日々の生活では、夫からごく自然に「ばあさん」と呼ばれ、周囲の者から（「年齢的には、まだ中年の域なのに」という意味合いで）いささか不憫がられることもある。
君太郎
轟先生夫婦の長男で、20代のサラリーマン。実家に同居しながら一時期は食費も家に入れなかったお気楽な若者だが、根は親に似た人情家。仕事より恋愛を優先するが、女性相手の話術はあまり上手くない。以前は出版社「奇樂公論社」の編集者だったが、同社が倒産したために失業した。個人で煙突掃除の仕事を試みたのちに、万年筆メーカー「スララ万年筆株式会社」に就職する。
趣味は映画やデート。競馬などのギャンブルも好きだが、深入りはしない。読書家でもある。姉のハツ子には、「君ちゃん」と呼ばれている。
ハツ子
轟先生夫婦の長女。君太郎の姉で、既婚者。気が強い性格で、夫・ミツルの浮気に呆れてワタルを連れて実家に戻ってきた。しかし夫とよりを戻し、そのまま実家で夫や息子と暮らす。
長唄の心得がある。女学生時代はバレーボールの選手をしていた。
ミツル
ハツ子の夫で、口ひげが特徴である。悪い人物ではないが、恋愛感情が豊富で、結婚後にも別の女性を追っかけていた。だがハツ子とワタル、それに轟夫婦の前で反省し、元の鞘に収まった。轟先生は、この義理の息子がヒゲぼうぼうの荒んだ恰好で浮気生活から帰ってきた時には悪意のない大笑いでからかい、再び家族の一員として迎えている。現在は会社員。下戸で、酒は呑めない。学士。手相見の心得がある。
ワタル
ミツルとハツ子の長男で、轟先生夫婦からもかわいがられている。腕白な性格で、何にでも好奇心を示す。大人の話を盗み聞きしてその内容を町内に吹聴することもあり、その時は君太郎から「ロクオンキ」と呼ばれた。
テレビ『スーパーマン』の大ファンで、ジョージ・リーヴスの自殺にはショックを受けた。設定では幼稚園児だが、あまり通園の描写は見られない。
大月ケント（賢兎）
ミツルの弟。漫画家を目指して上京し、本格デビューの機会を狙いながら、轟家に居候する。
テレビジョン
轟家の愛犬。テレビの受像機を模した犬小屋を与えられたことが、命名の由来（作中の描写では先に名前が決まり、その後で犬小屋が作られている）。元は野良犬だったが、ワタルになつき、そのまま轟家で飼うことになった。通常は「ジョン」と名を呼ばれ、ワタルなどは「テレさん」と呼ぶこともある。

### 轟家の縁者
轟夫人の実母
轟先生の義理の母。つまりハツ子と君太郎の祖母、ワタルのひいおばあちゃんに当たる人。田舎に住んでおり、娘たちの様子を窺いに時々、上京してくる。かなりの高齢のはずだが、体も頭も壮健な女性。

### アワモリ家の人々
アワモリ
轟先生の教え子の高校生。現金なお調子者だが、意外に向学心が強い。ただし成績はあまりよくない。鼻が大きくて、学友から「シラノ」とからかわれたこともあった。野球は巨人ファン。
本作からのスピンオフ作品『アワモリ君』の主人公でもある。
アワモリの父
商店街で「アワモリ洋品店」を営む。ダイガクの父とは腐れ縁で、相手からはしゅっちゅう借金を求められている。
アワモリの母
出番はほとんど無い。アワモリがあるなりゆきから寝込んだ際に、側に付き添う。
キヨ
アワモリの姉。既婚者。夫と喧嘩して、時たま実家に帰ってくる。やはり夫と仲違いした際に、轟家に転がり込み、お手伝いとして働いたこともあった。
アワモリの弟
中学一年生。出番はほとんど無い。兄とは違う秀才で、下校中でも教科書を読んでいる。

### アワモリの関係者
アワモリが憧れる娘
通学中のアワモリがよく出会う、愛らしい容姿の女学生だが、互いに口を利いたことがない。君太郎の知り合いの妹。君太郎と偶然出会った時に、君太郎は「お兄さん元気？宜しくね。」と言っている。それを目撃したアワモリ君は、それまでは君太郎をからかっていたのに、態度を変え、君太郎に好意を寄せる様になる。

### カバ山家の人々
カバ山ダイガク
アワモリの友人で、とぼけてマイペースな性格。轟先生の教え子だったが、成績不振で轟先生も庇い切れず留年の危機を迎えた。この結果、高校を中退して会社の給仕として働くこととなり、以降は実家の家計を助ける。会社でも呑気に仕事をこなす。
ヒロシ
ダイガクの年の離れた弟で、まだ幼児。漢字で「博士」と書くらしく、親からも「ハカセ」と呼ばれることがある。
ダイガクの両親
夫婦漫才を営むお笑い芸人。芸名はカバの家ビリケンと、カバの家ヒバリ。あまり売れていないらしく、家は貧乏。チンドン屋のアルバイトをすることもある。旦那は幼いヒロシをダシにしたお涙戦術で同情を誘い、轟先生から借りた借金の返済を延ばそうとしたこともあった。父親は競輪好き。

### ダイガクの関係者
ダイガクのガールフレンド
カバ山家の隣家に住む、若い娘。年はダイガクと同じくらい。両親がしょっちゅう巡業に出かけて留守がちなカバ山家のことを気にかけ、ダイガクやヒロシが何かと不便だろうと同情する。ダイガクには近所のボーイフレンドとしての、好意を抱いている。一方でダイガクの方もまんざらでないが、あくまで二人は自然体で日々接している。この娘さんはヒロシに対しても、本当の姉弟のように接する。アワモリの憧れの女生徒と同様、作者からは名前が設定されていない。

### 実力学園の他の関係者
カワズ
轟先生の教え子の男子高校生。試験中にカンニングをして見つかり、轟先生に叱られた。
フジノ
轟先生の教え子の男子高校生。デパートの鞄売り場でアルバイトをしている。
鳥井（トリイ）くん
アワモリの後輩の中学2年生で、小柄な少年。周囲の女生徒間のエス関係を意識したアワモリが目をつけた可愛い男子で、ちょっと怪しい友情関係になる。アワモリからは「トリちゃん」と呼ばれる。本人の性格は穏やかで、家は金持ち。君太郎は轟先生の紹介で、この鳥井くんの英語の家庭教師を務めたこともある。
江古田先生
轟先生の同僚の、口髭を生やした学校教諭。初期編にのみ登場する。一見、物分かりの良い紳士風の男性だが、実はキザで要領の良い裏表のある人物。

### 君太郎の交友関係
早利ます
轟家の近所に住む、眼鏡をかけた若い内科の女医（開業医）。家は町内の地主で、太平洋戦争中に空き地を持っており、交渉に来た君太郎を通じて轟家を含む隣組に貸与した（轟家はその土地で農産物を自作し、戦時下での食糧増産に務めた）。普段の性格は強気だが、実は密かな好意が芽生え始めていた君太郎に対しては、気恥ずかしさから自分の思いを告白できなかった。「漫画」版からの初期の登場人物である。家族は、下働きらしい年老いた女性。
比乃子
初期編に登場する君太郎の恋人で、互いに結婚まで考えた相手。自分の父親は、老いらくの恋で行方不明である。新年の挨拶に、轟家を訪れたこともある。

### 轟家の近所の人々
テッちゃん
ワタルの遊び友達で、近所に住む小学生の男子。キャッチボールや刑事ごっこで遊ぶ。

### スララ万年筆の関係者
江保（エボ）くん
スララ万年筆に勤務するサラリーマンで、君太郎の以前からの友人。自分が上役の社長とケンカして退社したいので代わりに失業中の君太郎を自社に引き込もうとするものの、結局は彼自身も会社に残り、入社した君太郎の同僚となった。眼鏡を掛けた痩身の若者で、さばけた性格。のちにマチ子を巡って、君太郎の恋のライバルにもなる。
ナイトウさん
スララ万年筆に勤務するOLで、君太郎とエボくんの同僚。君太郎は何となく好意を感じていたようだが、マチ子と入れ替わるように作中から姿を消した。ネーミングはエボくんと合わせて、万年筆の軸部分の材料となるエボナイトに由来する。
小町マチ子
スララ万年筆に勤務する美人OLで、君太郎に遅れて入社してきた。当初は控えめな令嬢風だったが、君太郎やエボくんとの交際を通じて次第に社交的になり、気の強い面も見せるようになった。君太郎からさりげなくプロポーズされており、彼女も彼のことが嫌いではない。だが実家は母一人娘一人のため、結婚は婿養子に来てくれる相手でないと駄目、と君太郎の求婚を保留し続けている。その実家はあまり裕福ではない模様。轟家の面々と顔を合わせた際には特にワタルになつかれ、マチ子の方も彼を可愛がったため、君太郎は大人げないやきもちを焼いた。
院木
スララ万年筆の中年社員。痩身で禿頭。出番は少ない。
スララ万年筆の社長
スララ万年筆の代表で、中年の女丈夫。社員は少ない（君太郎の入社時点で総勢5人）が、自社商品の海外進出を図るエネルギッシュなやり手。自社の社歌も用意している。茶の湯など、多くの趣味を持つ。

## 映画
1947年（昭和22年）3月18日に映画版が公開された。大映製作。

### キャスト
- 轟先生 - 古川ロッパ
- 雷太 - 古川ロッパ（一人二役）
- 妻 - 瀧花久子
- 早利女史 - 橘喜久子
- 妹夏子 - 鈴木美智子
- 丸山老人 - 渡辺篤
- 石野先生 - 石黒達也
- 岩藤先生 - 市川春代
- 大熊女史 - 若原初子
- 富野課長 - 植村謙二郎

### スタッフ
- 監督：島耕二
- 原作：秋好馨
- 脚色：棚田吾郎
- 企画：中代富士男、市川久夫
- 撮影：相坂操一
- 音楽：斎藤一郎
- 美術：今井高一
- 録音：橋本国雄
- 照明：柴田恒吉

## テレビドラマ
1955年（昭和30年）8月5日から1960年（昭和35年）1月25日までNTV系でテレビドラマが放送された。全1405回。放送時間は月 - 土曜21時から21時15分、後に18時台に移動する。日本初の帯ドラマにして、初の漫画を原作としたテレビドラマである。また、1947年に映画版で主演した古川ロッパが本作でも同役を務めていたが、後に降板となった。提供スポンサーは大黒葡萄酒（現：メルシャン）、18時台の放映では摂津酒造（現：宝ホールディングス）→日本軽金属→セーラー万年筆が担当。脚本の表紙には「連続マンガ劇」との謳い文句がある。
番組オリジナルキャラクターとして、実力高校の生徒のデンベエと、教師の春野先生が登場する。

### キャスト
- 轟先生 - 古川ロッパ、久保春二
- 轟婦人 - 筒野典子
- 君太郎 - 平凡太郎、島田三郎
- ハツ子 - 桧有子
- ワタル - 知念正文
- デンベエ - 逗子とんぼ
- 春野先生 - 浅香春彦

### スタッフ
- 原作：秋好馨
- 脚本：水守三郎、和田五雄、さんべけいし、能見正比古　他
- 演出：早川恒夫
- 制作：NTV芸能局

### 放送局
- 日本テレビ（制作局、同時ネット）
- 北日本放送：月曜 - 土曜 18:00 - 18:30（1959年4月時点）[19]

| 日本テレビ 月・水・木・金18:15 - 18:25枠                                                                                                 | 日本テレビ 月・水・木・金18:15 - 18:25枠 | 日本テレビ 月・水・木・金18:15 - 18:25枠                                                        |
| 前番組 | 番組名                                   | 次番組                                                                                          |
| --- | ---------------------------------------- | ----------------------------------------------------------------------------------------------- |
| 月-テレビリサイタル 水-人形劇場 木-スポーツ特集 金-不明（以上18:15 - 18:30）                                                             | 轟先生 （1956年4月～1957年3月）          | 月-この人を 水-三共ゼスチュアクイズ ※15分繰上げ 木-宝島 金-ラッキーサロン （以上18:15 - 18:45） |
| 日本テレビ 火曜18:15 - 18:25枠 |                                          |                                                                                                 |
| 18:00-海のタブー 18:20-バリ島の踊り | 轟先生 （1956年4月～1957年3月）          | 名犬リンチンチン （18:15 - 18:45）                                                              |
| 日本テレビ 土18:15 - 18:25枠 |                                          |                                                                                                 |
| 18:00-こども探偵局 18:20-手品教室 | 轟先生 （1956年4月～1957年3月）          | 素人のど競べ （18:15 - 18:45） ※15分繰上げ                                                      |
| 日本テレビ 月～土18:45 - 18:55枠 |                                          |                                                                                                 |
| 月-ジャングル・ジム 火-五つのW 水-三共ゼスチュアクイズ 木-すたこら三吉冒険記 金-れれかんちゆん物語 土-素人のど競べ （以上18:30 - 19:00） | 轟先生 （1957年4月～1958年9月）          | NTVニュースフラッシュ ※15分繰上げ                                                               |
| 日本テレビ 月～土18:00 - 18:10枠 |                                          |                                                                                                 |
| 読売・朝日・毎日3社ニュース ※10分繰上げ                                                                                                  | 轟先生 （1958年10月～1960年1月）         | ぼうけんダン吉                                                                                  |

## 劇場アニメ
1950年（昭和25年）にアニメ映画『轟先生　龍宮の巻』が公開された。日本産業映画社の製作で、当時禁止されていた外国煙草の売買を防止するキャンペーンアニメ映画。

### あらすじ
君太郎は子供の持っていた亀を買い取り、浦島太郎の心境になった。彼は輪タク屋の亀吉の勧めで、キャバレー「龍宮」で遊ぶが、玉手箱の代わりに外国煙草を購入して帰宅。轟先生に叱られた。

### スタッフ
- 製作：日本産業映画社
- 企画：専売局
- 原作：秋好馨
- 脚本、演出：赤佐正治
- 原画指導：秋好馨
- 作画：浅野恵
- 声優：楽団クラックスター
- 土田商会提供
- 2巻488m18分